# ガッツワールドプロレスリング
ガッツワールドプロレスリングは、かつて東京都を中心に活動していたプロレス団体。

## 歴史
- 2004年4月、ガッツ石島を中心とする帝京大学の学生プロレス団体「SWSガクセイプロレス」出身者が設立。
- 12月4日、新木場1stRINGで旗揚げ戦を開催。
- 2014年10月12日、後楽園ホールで旗揚げ10周年記念特別興行「みんなで行こう!後楽園!!」を開催。
- 2016年2月12日、FIGHTING TV サムライ主催「輝け!どインディー大賞2015」でMVP（ダイスケ）、ベストバウト（2015年7月19日の新宿FACEで行われた王者のダイスケ、挑戦者のミスター雁之助によるGWC認定シングル選手権試合）、ベストプロモーションを受賞。
- 5月8日、後楽園ホールで「みんなで行こう!後楽園2016!!」を開催。同興行の宣伝をTOKYO MXの番組「5時に夢中!」の黒船特派員による天気予報の観覧者として宣伝していた。
- 2018年4月15日、新宿FACE大会を最後に解散[1][2]。

## タイトル
- GWC認定シングル王座
- GWC認定タッグ王座
- GWC認定6人タッグ王座

## 最終所属選手
- ガッツ石島
- ドレイク森松
- ミスター雁之助
- バンジー高田
- マスクドミステリー
- 翔太
- 秋庭遼也
- 大谷譲二
- 室田渓人

## 歴代所属選手
- 一宮章一
- SUZKI
- 木村剛
- 松井漠
- 小林雄祐
- 根本太樹
- 高橋啓人
- 色増幸作
- 稲葉稲造
- 有山いいとも!
- 優菜
- 大島くじら（旧：島和代）
- 浦井百合
- レオナルド高津（旧：角刈海坊主）
- gosaku
- 吉野達彦
- ダイスケ